# Hermine de Nantes Atlantique
L'Hermine de Nantes Atlantique è una società cestistica avente sede a Nantes, in Francia. Fondata nel 1932, gioca nel campionato francese.
Disputa le partite interne nel Palais des sports de Beaulieu, che ha una capacità di 4.000 spettatori.

## Cestisti
- Rashaun Freeman 2007-2008
- Korvotney Barber 2010-2011